# Bambari
Bambari est une ville située au centre de la République centrafricaine, chef-lieu de la préfecture de la Ouaka, elle est avec plus de 40 000 habitants, la 5e ville du pays par sa population.

## Géographie
Bambari est située sur la rivière Ouaka. Elle est traversée par la route nationale (RN 2) à 384 km au Nord-Est de Bangui.
Le climat y est de type tropical de savane (Aw dans la classification de Köppen) durant toute l'année. La température moyenne annuelle est de 25,3 °C. Mars est le mois le plus chaud habituellement avec une température moyenne de 27,3 °C et juillet le mois le plus frais avec une température moyenne de 24,1 °C. La saison des pluies dure 7 mois autour du solstice d'été d'avril à octobre.

## Histoire
En 1909, le poste colonial français de Bambari est fondé sur les bords de la rivière Ouaka, après qu’une première implantation eut lieu en 1906. L'année suivante, en 1910, les missionnaires spiritains fondent la mission catholique Saint-Joseph de Bambari. La localité est chef-lieu de la circonscription de Kandjia-Kouango le 5 octobre 1910, puis le 31 juillet 1912, Bambari est chef-lieu de la circonscription de Kotto-Kouango ainsi que d’une subdivision. En 1918, la circonscription de Kouango prend le nom banda de Ouaka.
En juillet 1918, l'administrateur colonial Félix Éboué est en poste à Bambari, il dirige la circonscription pendant trois ans jusqu'en juillet 1921.
L'ouverture de la route Bangui-Bambari, qui va permettre la circulation automobile a lieu en 1920. En 1930, la Société textile africaine installe une usine d'égrenage, cette société cotonnière deviendra plus tard la Cotonaf.
Le 15 novembre 1934, Bambari devient chef-lieu du département d’Oubangui-Ouaka.
L'année 1945 est marquée par la construction du pont sur la rivière Ouaka qui relie les deux parties de la ville. Il s'agit d'un pont en béton armé de 11 travées et de 145 m de long situé sur la route Sibut-Bambari (RN 2). Un discours d'inauguration est alors rédigé par Léon Mba.
Le 16 octobre 1946, la ville est chef-lieu de la région de la Ouaka-Kotto, ainsi que d’un district qui porte son nom. En 1950, la région de la Ouaka-Kotto est divisée en deux : entre la région de la Ouaka et la région de la Basse-Kotto dont le chef-lieu est Mobaye. En 1957, la ville est érigée en commune de moyen exercice. Le 23 janvier 1961, la République centrafricaine indépendante instaure Bambari en chef-lieu de la préfecture de Ouaka. Le 18 décembre 1965, intervient la création du diocèse catholique romain de Bambari par détachement de l'archidiocèse de Bangui.
Lors de la reprise des combats en décembre 2012 entre les FACA loyalistes et la coalition rebelle de Séléka la ville tombe aux mains des rebelles,. En juin 2014, le site de la cathédrale Saint Joseph accueille près de douze mille réfugiés. Début 2017, la MINUSCA lance une intervention pour déloger l’UPC, qui en avait fait sa base.

## Administration
La sous-préfecture de Bambari est constituée de 5 communes: la commune urbaine de Bambari et 4 communes rurales : Danga-Gboudou, Ngougbia, Pladama-Ouaka et Haute-Baïdou. La commune urbaine de Bambari compte 91 quartiers.
|               |         | Danga-Gboudou |
| Pladama-Ouaka | Bambari |               |
|               |         | Ngougbia      |

### Instances judiciaires
La ville est le siège de la cour d'appel de Bambari, d'un tribunal de grande instance et d'un tribunal pour enfants.

## Éducation
Fondée en 1985, l’École Normale des Instituteurs (ENI) de Bambari est chargée de la formation des enseignants des différents établissements de l’enseignement fondamental I de Centrafrique.
L'enseignement primaire est assuré par 21 écoles fondamentales dont 5 écoles d'application: Application Centre-ville, Application Filles, Application Garçons, Application Saint-Christophe Filles, Application Saint-Christophe, Awal, Centre scolaire Soleil F1, Centre-ville Filles, Lapago Filles, Lapago Garçons, Maïdou (4 écoles: Filles A, Filles B, Garçons A, Garçons B), Michel Maitre, Ndemagofo, Ngouandji A (ex Saint-Joseph Garçons), Nicolas Barré, Notre-Dame des Victoires 2, Notre-Dame des Victoires Filles, Saint-Joseph Filles.
L'enseignement secondaire est assuré au lycée mixte de Bambari.

## Population
Après avoir triplé de 1940 à 1960, puis doublé durant les deux decennies qui ont suivi l'indépendance, la population de Bambari semble se stabiliser légèrement au-dessus de 40 000 habitants. Majoritairement composée par l'ethnie banda, la population de la ville se caractérise par une importante diversité. Dès 1959, il y est recensé 28 ethnies[réf. à confirmer].
| 1940  | 1945  | 1959   | 1971   | 1975   | 1980   | 1988   | 2003   | 2012   |
| ----- | ----- | ------ | ------ | ------ | ------ | ------ | ------ | ------ |
| 6 000 | 9 363 | 19 382 | 29 008 | 31 285 | 41 986 | 38 633 | 41 356 | 41 486 |

## Cultes
Depuis 1965, la ville est avec sa cathédrale Saint Joseph de Bambari le siège du diocèse catholique de Bambari créé par démembrement du diocèse de Bangui, il s'étend sur les préfectures de Ouaka, Haute-Kotto et Vakaga et compte 14 paroisses.
La ville est le siège des paroisses catholiques, Saint-Joseph de Bambari fondée en 1920, Notre-Dame des Victoires fondée en 1953 et Saint Christophe.
- l'Église adventiste du septième jour est aussi present dans la localité

## Santé
L'hôpital régional universitaire de Bambari (aussi appelé hôpital préfectoral de Bambari) est l'hôpital de référence de la région sanitaire n°4 du système de santé centrafricain. Elle couvre les trois préfectures de Ouaka, Kémo et Nana-Grébizi.

## Économie
Bambari possède un aéroport (code AITA : BBY).